# Eva Löbau
Eva Löbau (ur. 26 kwietnia 1972 w Waiblingen) – niemiecko-austriacka aktorka filmowa i telewizyjna. 
Od 2016 gra jedną z głównych ról w serialu Tatort:Schwarzwald. Znana z udziału w serii filmów komediowych o perypetiach rodziny Bundschuh według scenariuszy Andreii Sawatzki.

## Filmografia (wybór)
- 2001: Das Verlangen – sprzedawczyni
- 2006: Twardziel – Elke
- 2008: Kobieta w Berlinie – Pani Wendt
- 2009: Bękarty Wojny – Miriam Dreyfus
- 2011: Tożsamość – pielęgniarka Gretchen
- 2014: Najgorszy scenariusz – Olga
- 2016: Moris z Ameryki – Matka Karin
- 2018: Droga do odkupienia – Martha
- 2022: King of Stonks  – Desiree